# Серьогіна
Серьогіна — жіноча форма прізвища Серьогін. Станом на 2013 рік в Україні зареєстровано 1229 носіїв.
- Серьогіна Аніта Артурівна (* 1990) — українська каратистка і тренерка з карате, заслужений майстер спорту України.
- Серьогіна Ганна Григорівна (1915 — ?) — радянська державна діячка, ватерниця-прядильниця. Депутат Верховної ради СРСР 2-го скликання.